# 8e étape du Tour de France 1998
Pour un article plus général, voir Tour de France 1998.
La huitième étape du Tour de France a eu lieu le 19 juillet 1998 entre Brive-la-Gaillarde et Montauban avec 190,5 km de course.

## Récit
Victoire de Jacky Durand, qui voit ses nombreux efforts depuis le départ du Tour enfin récompensés. Il devance ses 5 compagnons d'échappée parmi lesquels se trouve Laurent Desbiens qui s'empare du Maillot jaune, le peloton finissant à 7 min 45 s du groupe de tête.

## Classement de l'étape
| \| Classement de l'étape \| Classement de l'étape \| Classement de l'étape \| Classement de l'étape \| Classement de l'étape \| \| Coureur \| Coureur \| Pays \| Équipe \| Temps \| \| --------------------- \| --------------------- \| --------------------- \| ------------------------------- \| --------------------- \| \| 1er \| Jacky Durand \| France \| Casino \| 4 h 40 min 55 s \| \| 2e \| Andrea Tafi \| Italie \| Mapei-Bricobi \| + 0 s \| \| 3e \| Fabio Sacchi \| Italie \| Polti \| + 0 s \| \| 4e \| Eddy Mazzoleni \| Italie \| Saeco-Cannondale \| + 0 s \| \| 5e \| Laurent Desbiens \| France \| Cofidis-Le Crédit par Téléphone \| + 0 s \| \| 6e \| Joona Laukka \| Finlande \| Lotto-Mobistar \| + 0 s \| \| 7e \| Philippe Gaumont \| France \| Cofidis-Le Crédit par Téléphone \| + 1 min 34 s \| \| 8e \| Erik Zabel \| Allemagne \| Deutsche Telekom \| + 7 min 45 s \| \| 9e \| Sergueï Ivanov \| Russie \| TVM-Farm Frites \| + 7 min 45 s \| \| 10e \| Ján Svorada \| Tchéquie \| Mapei-Bricobi \| + 7 min 45 s \| |                  |           |                                 |                 |
| |                  |           |                                 |                 |
| |                  |           |                                 |                 |
| Classement de l'étape |                  |           |                                 |                 |
| Coureur | Coureur          | Pays      | Équipe                          | Temps           |
| 1er | Jacky Durand     | France    | Casino                          | 4 h 40 min 55 s |
| 2e | Andrea Tafi      | Italie    | Mapei-Bricobi                   | + 0 s           |
| 3e | Fabio Sacchi     | Italie    | Polti                           | + 0 s           |
| 4e | Eddy Mazzoleni   | Italie    | Saeco-Cannondale                | + 0 s           |
| 5e | Laurent Desbiens | France    | Cofidis-Le Crédit par Téléphone | + 0 s           |
| 6e | Joona Laukka     | Finlande  | Lotto-Mobistar                  | + 0 s           |
| 7e | Philippe Gaumont | France    | Cofidis-Le Crédit par Téléphone | + 1 min 34 s    |
| 8e | Erik Zabel       | Allemagne | Deutsche Telekom                | + 7 min 45 s    |
| 9e | Sergueï Ivanov   | Russie    | TVM-Farm Frites                 | + 7 min 45 s    |
| 10e | Ján Svorada      | Tchéquie  | Mapei-Bricobi                   | + 7 min 45 s    |

## Classement général
À la suite de cette étape ou l'échappée termine avec près de huit minutes d'avance sur le peloton, on retrouve quatre membres de l'échappée aux quatre premières places du classement général. C'est le Français Laurent Desbiens (Cofidis-Le Crédit par Téléphone) qui s'empare du maillot jaune de leader. Il devance l'Italien Andrea Tafi (Mapei-Bricobi) de 14 secondes et son compatriote Jacky Durand (Casino) de 43 secondes. L'ancien leader l'Allemand Jan Ullrich (Deutsche Telekom) se retrouve cinquième du classement avec un retard de plus de trois minutes.
| \| Classement général \| Classement général \| Classement général \| Classement général \| Classement général \| \| Coureur \| Coureur \| Pays \| Équipe \| Temps \| \| ------------------ \| ------------------ \| ------------------ \| ------------------------------- \| ------------------ \| \| 1er \| Laurent Desbiens \| France \| Cofidis-Le Crédit par Téléphone \| 36 h 09 min 56 s \| \| 2e \| Andrea Tafi \| Italie \| Mapei-Bricobi \| + 14 s \| \| 3e \| Jacky Durand \| France \| Casino \| + 43 s \| \| 4e \| Joona Laukka \| Finlande \| Lotto-Mobistar \| + 2 min 54 s \| \| 5e \| Jan Ullrich \| Allemagne \| Deutsche Telekom \| + 3 min 21 s \| \| 6e \| Bo Hamburger \| Danemark \| Casino \| + 4 min 39 s \| \| 7e \| Bobby Julich \| États-Unis \| Cofidis-Le Crédit par Téléphone \| + 4 min 39 s \| \| 8e \| Laurent Jalabert \| France \| ONCE \| + 4 min 45 s \| \| 9e \| Tyler Hamilton \| États-Unis \| US Postal Service \| + 4 min 51 s \| \| 10e \| Viatcheslav Ekimov \| Russie \| US Postal Service \| + 5 min 07 s \| |                    |            |                                 |                  |
| |                    |            |                                 |                  |
| |                    |            |                                 |                  |
| Classement général |                    |            |                                 |                  |
| Coureur | Coureur            | Pays       | Équipe                          | Temps            |
| 1er | Laurent Desbiens   | France     | Cofidis-Le Crédit par Téléphone | 36 h 09 min 56 s |
| 2e | Andrea Tafi        | Italie     | Mapei-Bricobi                   | + 14 s           |
| 3e | Jacky Durand       | France     | Casino                          | + 43 s           |
| 4e | Joona Laukka       | Finlande   | Lotto-Mobistar                  | + 2 min 54 s     |
| 5e | Jan Ullrich        | Allemagne  | Deutsche Telekom                | + 3 min 21 s     |
| 6e | Bo Hamburger       | Danemark   | Casino                          | + 4 min 39 s     |
| 7e | Bobby Julich       | États-Unis | Cofidis-Le Crédit par Téléphone | + 4 min 39 s     |
| 8e | Laurent Jalabert   | France     | ONCE                            | + 4 min 45 s     |
| 9e | Tyler Hamilton     | États-Unis | US Postal Service               | + 4 min 51 s     |
| 10e | Viatcheslav Ekimov | Russie     | US Postal Service               | + 5 min 07 s     |

## Classements annexes
| Classement par points | Classement par points | Classement par points | Classement par points | Classement par points |
| Coureur               | Coureur               | Pays                  | Équipe                | Points                |
| --------------------- | --------------------- | --------------------- | --------------------- | --------------------- |
| 1er                   | Erik Zabel            | Allemagne             | Deutsche Telekom      | 175 pts               |
| 2e                    | Ján Svorada           | Tchéquie              | Mapei-Bricobi         | 157 pts               |
| 3e                    | Frédéric Moncassin    | France                | Gan                   | 126 pts               |
| 4e                    | Léon van Bon          | Pays-Bas              | Rabobank              | 114 pts               |
| 5e                    | Tom Steels            | Belgique              | Mapei-Bricobi         | 107 pts               |

| Classement par points | Classement par points | Classement par points | Classement par points | Classement par points |
| Coureur               | Coureur               | Pays                  | Équipe                | Points                |
| --------------------- | --------------------- | --------------------- | --------------------- | --------------------- |
| 1er                   | Erik Zabel            | Allemagne             | Deutsche Telekom      | 175 pts               |
| 2e                    | Ján Svorada           | Tchéquie              | Mapei-Bricobi         | 157 pts               |
| 3e                    | Frédéric Moncassin    | France                | Gan                   | 126 pts               |
| 4e                    | Léon van Bon          | Pays-Bas              | Rabobank              | 114 pts               |
| 5e                    | Tom Steels            | Belgique              | Mapei-Bricobi         | 107 pts               |

| Classement de la montagne | Classement de la montagne | Classement de la montagne | Classement de la montagne       | Classement de la montagne |
| Coureur                   | Coureur                   | Pays                      | Équipe                          | Points                    |
| ------------------------- | ------------------------- | ------------------------- | ------------------------------- | ------------------------- |
| 1er                       | Stefano Zanini            | Italie                    | Mapei-Bricobi                   | 26 pts                    |
| 2e                        | Jens Voigt                | Allemagne                 | Gan                             | 21 pts                    |
| 3e                        | Philippe Gaumont          | France                    | Cofidis-Le Crédit par Téléphone | 15 pts                    |
| 4e                        | Alberto Elli              | Italie                    | Casino                          | 15 pts                    |
| 5e                        | Laurent Desbiens          | France                    | Cofidis-Le Crédit par Téléphone | 13 pts                    |

| Classement de la montagne | Classement de la montagne | Classement de la montagne | Classement de la montagne       | Classement de la montagne |
| Coureur                   | Coureur                   | Pays                      | Équipe                          | Points                    |
| ------------------------- | ------------------------- | ------------------------- | ------------------------------- | ------------------------- |
| 1er                       | Stefano Zanini            | Italie                    | Mapei-Bricobi                   | 26 pts                    |
| 2e                        | Jens Voigt                | Allemagne                 | Gan                             | 21 pts                    |
| 3e                        | Philippe Gaumont          | France                    | Cofidis-Le Crédit par Téléphone | 15 pts                    |
| 4e                        | Alberto Elli              | Italie                    | Casino                          | 15 pts                    |
| 5e                        | Laurent Desbiens          | France                    | Cofidis-Le Crédit par Téléphone | 13 pts                    |

| Classement du meilleur jeune | Classement du meilleur jeune | Classement du meilleur jeune | Classement du meilleur jeune    | Classement du meilleur jeune |
| Coureur                      | Coureur                      | Pays                         | Équipe                          | Temps                        |
| ---------------------------- | ---------------------------- | ---------------------------- | ------------------------------- | ---------------------------- |
| 1er                          | Jan Ullrich                  | Allemagne                    | Deutsche Telekom                | 36 h 13 min 17 s             |
| 2e                           | Stuart O'Grady               | Australie                    | Gan                             | + 1 min 53 s                 |
| 3e                           | Philippe Gaumont             | France                       | Cofidis-Le Crédit par Téléphone | + 3 min 23 s                 |
| 4e                           | Fabio Sacchi                 | Italie                       | Polti                           | + 3 min 37 s                 |
| 5e                           | George Hincapie              | États-Unis                   | US Postal Service               | + 3 min 53 s                 |

| Classement du meilleur jeune | Classement du meilleur jeune | Classement du meilleur jeune | Classement du meilleur jeune    | Classement du meilleur jeune |
| Coureur                      | Coureur                      | Pays                         | Équipe                          | Temps                        |
| ---------------------------- | ---------------------------- | ---------------------------- | ------------------------------- | ---------------------------- |
| 1er                          | Jan Ullrich                  | Allemagne                    | Deutsche Telekom                | 36 h 13 min 17 s             |
| 2e                           | Stuart O'Grady               | Australie                    | Gan                             | + 1 min 53 s                 |
| 3e                           | Philippe Gaumont             | France                       | Cofidis-Le Crédit par Téléphone | + 3 min 23 s                 |
| 4e                           | Fabio Sacchi                 | Italie                       | Polti                           | + 3 min 37 s                 |
| 5e                           | George Hincapie              | États-Unis                   | US Postal Service               | + 3 min 53 s                 |

| Classement par équipes | Classement par équipes          | Classement par équipes | Classement par équipes |
| Équipe                 | Équipe                          | Pays                   | Temps                  |
| ---------------------- | ------------------------------- | ---------------------- | ---------------------- |
| 1re                    | Cofidis-Le Crédit par Téléphone | France                 | 108 h 33 min 26 s      |
| 2e                     | Casino                          | France                 | + 9 min 24 s           |
| 3e                     | Polti                           | Italie                 | + 12 min 03 s          |
| 4e                     | Deutsche Telekom                | Allemagne              | + 12 min 18 s          |
| 5e                     | US Postal Service               | États-Unis             | + 12 min 52 s          |

| Classement par équipes | Classement par équipes          | Classement par équipes | Classement par équipes |
| Équipe                 | Équipe                          | Pays                   | Temps                  |
| ---------------------- | ------------------------------- | ---------------------- | ---------------------- |
| 1re                    | Cofidis-Le Crédit par Téléphone | France                 | 108 h 33 min 26 s      |
| 2e                     | Casino                          | France                 | + 9 min 24 s           |
| 3e                     | Polti                           | Italie                 | + 12 min 03 s          |
| 4e                     | Deutsche Telekom                | Allemagne              | + 12 min 18 s          |
| 5e                     | US Postal Service               | États-Unis             | + 12 min 52 s          |

## Abandons
Roberto Pistore (hors-délais)
Oliverio Rincón (hors-délais)